# Škofijska gimnazija Vipava
Škofijska gimnazija Vipava (ŠGV) s sedežem v Vipavi je zasebna splošna gimnazija, ki jo upravlja Rimskokatoliška cerkev.

## Zgodovina
Škofijska gimnazija Vipava je bila ustanovljena 15. maja 1991. Ustanovil jo je Škofijski ordinariat Koper.

### Začetki
Predhodna ustanova datira v leto 1950, ko je takratni apostolski upravitelj jugoslovanskega dela goriške nadškofije Mihael Toroš v prostorih mogočnega vipavskega župnišča ustanovil Slovensko malo semenišče. V začetku so fantje le bivali v semenišču, v šolo pa so hodili na gimnazijo v Ajdovščino. Ker je takratni Okrajni ljudski odbor Gorica leta 1957 ukinil gimnazijo v Ajdovščini, je dr. Mihael Toroš 19. avgusta 1957 ustanovil v Malem semenišču Srednjo versko šolo za pripravljanje duhovnikov v Vipavi. Od leta 1952 do leta 1991 se je v Malem semenišču in na Srednji verski šoli šolalo 545 fantov.

### Ustanovitev ŠGV
Leta 1991 je bil spremenjen Zakon o pravnem položaju verskih skupnosti, ki je tudi Cerkvi dal možnost ustanavljanja šol odprtega tipa z javno priznano veljavo. Ker je bilo v Malem semenišču zadnja leta vse manj kandidatov in ker je zakonodaja odprla nove možnosti pastoralnega in vzgojno-izobraževalnega delovanja Cerkve, je bil po posvetovanjih v vodstvu koprske škofije sprejet sklep, da se ustanovi v Vipavi nova Škofijska gimnazija Vipava.
Istega leta je bil program Škofijske gimnazije Vipava uradno priznan. S tem se je šola odprla za vpis večjega števila dijakov, tako fantov kot deklet. S povečanim vpisom je začelo prihajati do prostorske stiske.

### Gradnja novih prostorov
Od leta 1993 so v okviru koprske škofije tekla prizadevanja za pridobitev ustreznejših prostorov za delovanje ŠGV. Ta prizadevanja so bila kronana z odprtjem in blagoslovom novih prostorov ŠGV 11. septembra 1999. Jeseni 1999 so se stare stavbe ŠGV preuredile za potrebe dijaškega doma.

## Šolski program
Šola se ravna po državnem učnem načrtu za splošne gimnazije z dvema razlikama: v vseh štirih letnikih je dodan obvezen predmet vera in kultura, od drugega letnika naprej pa imajo dijaki možnost izbire mesd informatiko in latinščino. 
Šola ima krščansko vzgojno usmeritev v dijaškem domu in v sami gimnaziji.
Starši dijakov vsak mesec plačujejo prispevek za pouk maturitetnih predmetov in dejavnosti, ki dopolnjujejo pouk.